# George Möller
George A. Möller (29 december 1947) is een Nederlands bestuurder en topfunctionaris.

## Leven en werk
Möller studeerde na de middelbare school economie aan de Rijksuniversiteit Groningen alwaar hij afstudeerde in 1974. Hij begon zijn loopbaan bij de AMRO Bank in Rotterdam en vervolgens Amsterdam. In 1982 werd bij Corporate Treasurer bij de NV Deli-Maatschappij in Rotterdam. Van 1987 tot 1996 werkte hij in Londen. Hij was daar algemeen directeur van MeesPierson en commissaris van de London International Financial Futures and Options Exchange (LIFFE).
In 1996 werd hij benoemd tot algemeen directeur van de Optiebeurs in Amsterdam en na de fusie met de Effectenbeurs werd hij president-directeur van Amsterdam Exchanges (AEX). Hij was van 2000 tot 2003 voorzitter van de raad van commissarissen van de Federation of European Stock Exchanges (FESE). Van 2001 tot 2004 was hij bestuurslid  en vicevoorzitter van Euronext. In 2003 na de overname van Liffe door Euronext werd hij toegelaten tot de ‘Freedom of London’. Hij was tevens de oprichter van the Dutch Securities Institute (DSI). In 2003 had Möller zitting in de commissie-Tabaksblat.
Op 1 juli 2004 trad hij in opvolging van Géry Daeninck aan als bestuursvoorzitter van Robeco, Nederlands grootste onafhankelijke vermogensbeheerder, een positie die hij tot 2009 vervulde. Möller heeft verschillende toezichthoudende functies in binnen- en buitenland bekleed. Zo was hij voorzitter van de Raad van Toezicht het Leids Universitair Medisch Centrum (LUMC) van 2007 tot 2015. Tevens was hij tot 2020 lid van het bestuur van Winton Futures Fund Hij is bestuurslid van NasdaqDubai in de Verenigde Arabische Emiraten en lid van de Raad van Advies van de eveneens daar gevestigde Securities & Commodies Authority (SCA). In Nederland is hij voorzitter van de Raad van Toezicht van Stichting Erven de Jager in Groningen.
In 2010 zette Möller in samenwerking met de Rijksuniversiteit Groningen via haar postacademiale opleidingsinstituut Comenius een leergang Financiële Ethiek op. In augustus 2012 debuteerde hij als auteur. Dat boek is uitgegeven in zowel het Verenigd Koninkrijk (door Euromoney, onder de titel ‘Banking on Ethics’) als in Nederland (door Barnyard Publishers onder de naam ‘Waardenloos’).
Möller stapte op 6 januari 2015 op als voorzitter van de Raad van Toezicht van de Autoriteit Financiële Markten. Eerder had minister van Financiën Jeroen Dijsselbloem laten weten dat hij vernieuwing van en diversiteit in de raad nastreefde. Möller was bereid om plaats te maken. De aanleiding was een kritisch rapport, opgesteld door ABDTOPConsult. Aanvankelijk zou Möller aanblijven tot er een nieuwe voorzitter was gevonden. Hij kon zich echter niet verenigen met de aanbevelingen van het rapport en zag voor hem geen rol in de uitvoering daarvan.